# Cinédanse

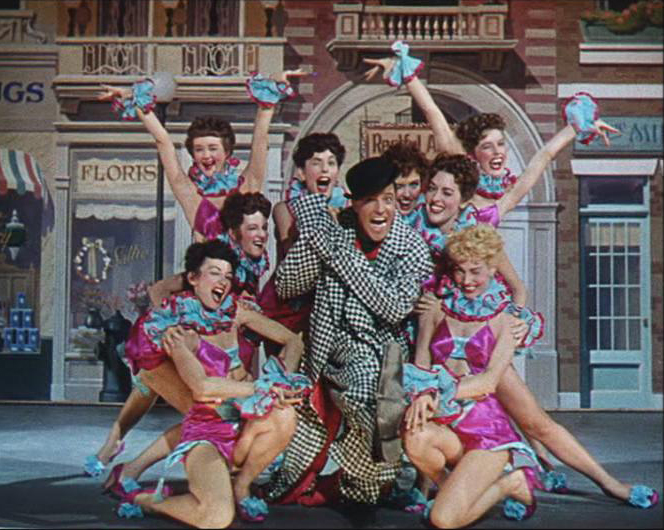
Gene Kelly dans la séquence Broadway Melody de Chantons sous la pluie.

La cinédanse est un concept d'adaptation de la danse pour le cinéma créé par Gene Kelly.

## Concept
La cinédanse est une technique de chorégraphie, conçue pour le cinéma par Gene Kelly, qui permet entre autres de danser avec un personnage animé comme dans Escale à Hollywood, avec son ombre comme dans La Reine de Broadway, ou dans la rue comme dans Un jour à New York. Kelly s'entraîne à chorégraphier et danser pour la caméra plutôt que pour un public comme dans les comédies musicales classiques. Le danseur doit toujours se diriger vers la caméra et s'approcher du spectateur, et s'il s'arrête, la caméra doit s'élever.